# Winklern, Sokovo
Winklern je naselje v Občini Sokovo v Okraju Trg na Koroškem v Avstriji.